# Hrolleifsborg
Hrolleifsborg är en bergstopp i republiken Island. Den ligger i regionen Västfjordarna, 230 km norr om huvudstaden Reykjavík. Toppen på Hrolleifsborg är 851 meter över havet, eller 82 meter över den omgivande terrängen. Bredden vid basen är 1,3 km.
Trakten runt Hrolleifsborg är nära nog obefolkad, med mindre än två invånare per kvadratkilometer. Det finns inga samhällen i närheten. Trakten runt Hrolleifsborg är permanent täckt av is och snö.